# Clérieux
Clérieux é uma comuna francesa na região administrativa de Auvérnia-Ródano-Alpes, no departamento de Drôme. Estende-se por uma área de 13,53 km². Em 2010 a comuna tinha 2 084 habitantes (densidade: 154 hab./km²).